# Betsey Stevenson

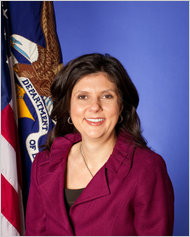
Betsey Stevenson

Betsey Stevenson ist eine US-amerikanische Ökonomin. Sie ist Professorin für Volkswirtschaftslehre und Public Policy an der Universität Michigan.

## Leben und Wirken
Stevenson erhielt ihren B.Sc. in Ökonomie und Mathematik 1993 vom Wellesley College. 2001 schloss sie ihren Ph.D. in Ökonomie an der Harvard University ab. Von 1993 bis 1995 arbeitete Stevenson als Forschungsassistentin am Federal Reserve Board of Governors und von 1995 bis 2004 für Forrester Research. Ab 2004 war sie Assistant Professor an der Wharton School. Von 2010 bis 2011 war sie Chief Economist des U.S. Department of Labor. Von 2013 bis 2015 war sie Mitglied des Council of Economic Advisers, wo sie Präsident Barack Obama beriet. Sie unterstützte auch das Biden-Harris Transition Team.
Sie ist Professorin für Volkswirtschaftslehre und Public Policy an der Universität Michigan.
Stevenson ist mit Justin Wolfers liiert und hat eine Tochter mit ihm.

## Forschungsschwerpunkte
Stevenson arbeitet in den Forschungsbereichen Law and Economics, Arbeitsökonomie und Gesundheitsökonomie.

### Glücksforschung
Stevenson betätigt sich in Zusammenarbeit mit Justin Wolfers in der Glücksforschung. Die beiden veröffentlichten 2008 und 2009 zwei Papiere, denen die Medien einige Aufmerksamkeit schenkten.

#### Zusammenhang zwischen Einkommen und Glück
Stevenson und Wolfers veröffentlichten 2008 ein Papier, in dem sie das Easterlin-Paradox hinterfragen. Sie analysierten alle Daten zu Glück und Einkommen in Vergleichen zwischen reich und arm innerhalb einer Gesellschaft, in Vergleichen zwischen armen und reichen Ländern, und in intertemporalen Vergleichen. Dabei zeigte sich, dass der Zusammenhang zwischen subjektivem Glück und Einkommen für intranationale, internationale und intertemporale Vergleiche sehr ähnlich ist. Diese Ergebnisse widersprechen denen Easterlins, dessen Paradox auf der Annahme beruht, intranationale Vergleiche würden stärkere Glücksunterschiede bedeuten als internationale bzw. relatives Einkommen sei wichtiger für Zufriedenheit als absolutes Einkommen. In Ländern wie Japan oder Europa wuchs die subjektive Zufriedenheit zusammen mit dem durchschnittlichen Pro-Kopf-Einkommen. Auch war der Zuwachs von Glück größer, wenn das Einkommenswachstum größer war.
Die Veröffentlichung zog mehrere Fernseh- und Radiointerviews sowie internationale Pressereaktionen nach sich.

#### Entwicklung der Verteilung von Glück in den USA
In einem 2008 veröffentlichten Papier analysieren Stevenson und Wolfers die Entwicklung der Verteilung von Glück in den USA 1972–2006. Während sich die subjektive Zufriedenheit im Durchschnitt unverändert blieb, verringerte sich ihre Ungleichverteilung erheblich. Der Unterschied zwischen schwarz und weiß ging um zwei Drittel zurück, und der Unterschied zwischen Frauen und Männern verschwand vollständig. Der Zusammenhang zwischen Bildung und Zufriedenheit verstärkte sich.

#### Paradox der sinkenden Zufriedenheit von Frauen
Im August 2009 veröffentlichten die beiden ein Papier, das einen Rückgang der subjektiven Zufriedenheit von Frauen in den USA und Westeuropa in den letzten 35 Jahren beschreibt. Dieser Rückgang ist sowohl absolut als auch im Vergleich zu Männern sowie in verschiedenen demographischen Gruppen zu verzeichnen. Laut den Umfragen waren Frauen in den 1970er Jahren glücklicher als Männer, wohingegen heute Männer glücklicher als Frauen sind. Da dem Rückgang der Zufriedenheit von Frauen eine Verbesserung vieler objektiver Indikatoren (z. B. Emanzipation am Arbeitsmarkt und zuhause) gegenübersteht, sprechen die Autoren von einem Paradox.
Die Veröffentlichung fand ein starkes Medienecho, insbesondere in den USA und Großbritannien, aber auch in vielen europäischen Ländern.

## Wissenschaftliche Veröffentlichungen
- “The Paradox of Declining Female Happiness” (mit Justin Wolfers),  American Economic Journal: Economic Policy, 1(2), 190-255, August 2009.
- “Happiness Inequality in the United States” (mit Justin Wolfers), Journal of Legal Studies, Juni 2008, Vol. 37, No. S2: pp. S33-S79
- “Divorce-Law and Women’s Labor Supply”, Journal of Empirical Legal Studies, 5 (4):853-873, Dezember 2008.
- “Economic Growth and Happiness: Reassessing the Easterlin Paradox” (mit Justin Wolfers), Brookings Papers on Economic Activity, Frühling 2008. [Leitartikel]
- “Title IX and the Evolution of High School Sports”, Contemporary Economic Policy, 25(4), Oktober 2007. [Leitartikel]
- “The Impact of Divorce Laws on Investment in Marriage Specific Capital” Journal of Labor Economics, 25(1): 75-94, Januar 2007.
- “Marriage and Divorce: Changes and Their Driving Forces” (mit Justin Wolfers), Journal of Economic Perspectives, 21(2), Frühling 2007.
- “Bargaining in the Shadow of the Law: Divorce Laws and Family Distress” (mit Justin Wolfers), Quarterly Journal of Economics, 121 (1): 267-288, Februar 2006.
- “Health Insurance Coverage of People in the Ten Years before Medicare Eligibility” (mit Katherine Swchartz), in: Ensuring Health and Income Security for an Aging Workforce (edited by Allan Hunt et al.), 2001.